# Grewia forbesii
Grewia forbesii är en malvaväxtart som beskrevs av William Henry Harvey och Maxwell Tylden Masters. Grewia forbesii ingår i släktet Grewia och familjen malvaväxter. Inga underarter finns listade i Catalogue of Life.